# Pension de réversion (France)
Pour les articles homonymes, voir Pension et Réversion (homonymie).

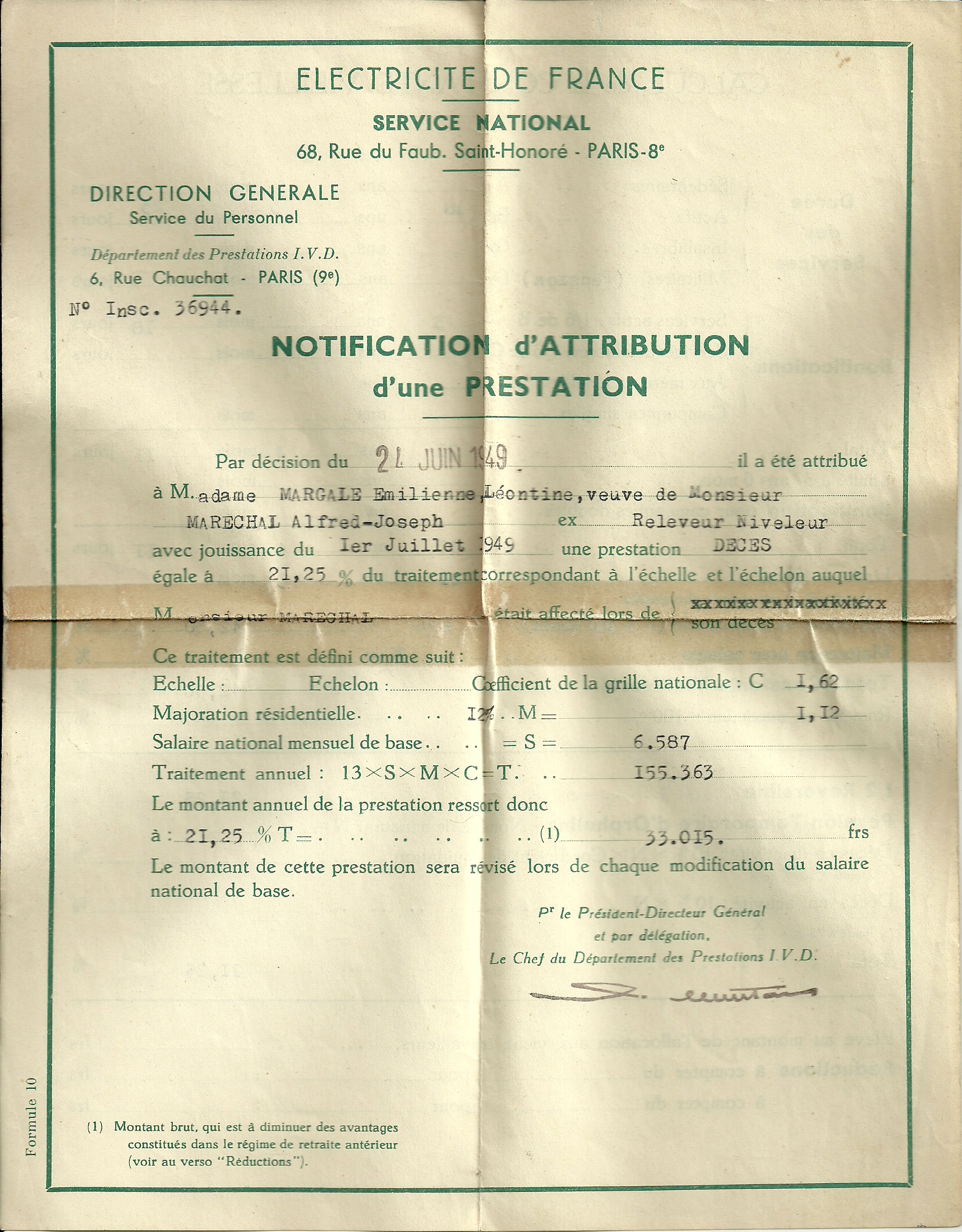
Attribution d'une prestation dans le cadre d'une pension de réversion (1949)

La pension de réversion est une indemnité versée aux veuves ou aux veufs après la mort de leur conjoint. 

## Pension de reversion en France

### Historique

#### Origines du dispositif
L’idée de pensions de réversion remonte au début du XXème siècle, dans un contexte où les systèmes de retraites se mettaient en place pour les travailleurs. L'objectif était de protéger les veuves à une époque où les femmes étaient majoritairement dépendantes des revenus de leur mari.
- 1910 : La loi sur les retraites ouvrières et paysannes : la loi du 5 avril 1910 a instauré le premier système de retraite obligatoire pour les travailleurs modestes. Bien que rudimentaire, ce dispositif prévoyait déjà des prestations pour les conjoints survivants.
- 1945 : Création de la Sécurité sociale : lors de la fondation de la Sécurité sociale en 1945, les pensions de réversion ont été intégrées comme un élément central de la branche vieillesse. Le dispositif s’est progressivement généralisé à l’ensemble des régimes de retraite.

#### Évolutions législatives majeures

##### Années 1970: Uniformisation des conditions d'attribution
- Les pensions de réversion sont harmonisées pour couvrir tous les régimes de retraite de base, avec des conditions de ressources et d’âge variables selon les régimes
- La réforme de 1972 (Loi n°72-1 du 3 janvier 1972) a notamment renforcé les droits des conjoints survivants en augmentant les montants reversés.

##### 1993: Loi Fillon
- La réforme des retraites de 1993 a introduit des ajustements pour harmoniser les droits entre les différents régimes. Elle a fixé la part de réversion à 54 % pour le régime général.
- Cette loi a également introduit des conditions de ressources pour limiter l’attribution aux ménages modestes.

##### 2014: Loi sur l’avenir des retraites
- Les pensions de réversion ont été consolidées pour garantir une meilleure égalité entre les bénéficiaires. La loi a prévu un réexamen des droits en cas de changement de situation familiale (remariage, par exemple).

### Caractéristiques
En France, elle fait partie des transferts sociaux, elle est calculée en fonction des droits à la retraite et est régie par le Code des pensions civiles et militaires de retraite.

L'absence de droit à la pension de réversion représente la principale critique du cadre actuel du Pacte civil de solidarité (PACS) et fait l'objet de revendications,.

### Secteur privé français
Dans le secteur privé, la réversion se fait en deux parties : deux pensions de retraites s'ajoutent, l'une versée par le régime général de la sécurité sociale, l'autre par un régime complémentaire, type AGIRC-ARRCO. La réversion est conditionnée à un plafond de revenus pour la première partie (régime général) mais pas pour la seconde partie (régime complémentaire).

#### Réversion pour le régime de retraite général

##### Conditions
- Condition d'âge : le veuf ou la veuve ne peut demander une pension de reversion qu'après avoir atteint 55 ans. Il n'existe pas de délai maximal pour demander une pension de réversion après le décès du conjoint. Cependant, la pension n'est versée qu'à compter de la date de dépôt de la demande. Cela signifie que si la demande est effectuée longtemps après le décès, les droits à la pension ne sont pas rétroactifs.
- Conditions maritales : la personne bénéficiaire doit avoir été mariée avec la personne décédée, ce qui exclut les concubins et les personnes pacsées. La durée du mariage n'est pas prise en considération. Contrairement à certains régimes complémentaires, le remariage ne supprime pas le droit à la pension de réversion dans le régime général. Si le défunt a été marié plusieurs fois, la pension de réversion est partagée entre les ex-conjoints survivants, au prorata de la durée de chaque mariage[4]. En cas de divorce, les droits au titre de la réversion subsistent pour l’ex-conjoint, sauf si ce dernier est remarié.
- Conditions de ressources : concernant le régime général de la sécurité sociale (que ce soit pour les salariés, artisans, commerçants ou professions libérales), il existe un plafond : la pension de réversion est égale à 54 % de la pension de base que la personne décédée percevait ou aurait pu percevoir, mais seulement en dessous d'un plafond de revenus. Pour en bénéficier, la veuve ou le veuf devra avoir des revenus inférieurs à 20 300,80 euros par an, pour une personne seule en 2017 (de 32 481,28 euros si le conjoint survivant vit en couple)[5]. Ces chiffres étaient ensuite de 21 798,40 €  pour une personne seule et 34 877,44 € si le conjoint survivant vit en couple[6]. Une majoration de 10 % est accordée aux personnes ayant eu trois enfants à élever[7]. Le formulaire cerfa « Demande unique de retraite de base de réversion » liste l'ensemble des revenus pris en compte pour le plafond de revenu [8].

#### Réversion pour le régime de retraite complémentaire
- Conditions de ressources

Concernant la retraite complémentaire, qui vient s'ajouter à la retraite du régime général, la pension de réversion est attribuée sans condition de ressources pour les salariés mais avec un plafond de 78 456 euros par an en 2016 pour les artisans et commerçants. La réversion est égale à 60 % de la retraite complémentaire de la personne décédée.
Concernant les professions libérales, chaque section professionnelle a ses propres règles mais, généralement, le conjoint survivant peut prétendre au versement d'une pension de réversion égale à 60 % des droits du défunt.
- Conditions d'âge

Payable à partir de 55 ans si le décès du salarié ou du retraité est intervenu à compter du 1er janvier 2019.
- Conditions maritales

Dans le cas de remariage, la pension de réversion n’est pas attribuée. Le Pacs ne donne pas droit à réversion de retraite complémentaire.
- Le cas des divorcés. Si l'ex-conjoint en bénéficiant est divorcé et non remarié, la réversion est de 60 % de la retraite complémentaire, mais proportionnellement au nombre d'années passées ensemble. On calcule alors un pourcentage égal au nombre d'années de cotisations du salarié défunt lorsqu'il était marié avec cette personne, divisé par le nombre d'années total cotisées par le salarié défunt. Par exemple, s'il a cotisé 37 ans, dont 24 pendant lesquelles il était marié avec une épouse, puis a divorcé d'elle, cette ex-épouse aura droit à environ deux-tiers (soit 24 divisé par 37) des 60 % de la retraite complémentaire que touchait son ex-mari, soit environ 40 % de la retraite complémentaire de ce dernier.

### Secteur public français
Dans le secteur public, il n'y a aucune condition d'âge ou de ressources pour l'attribution de la pension de réversion. Les veuves ou veufs de fonctionnaires ont droit à une pension égale à 50 % de la pension dont bénéficiait leur conjoint.
Le taux des pensions de réversion est plus élevé pour les parlementaires : il s'élève à hauteur de 66 %.
La pension de réversion de la Retraite additionnelle de la fonction publique (RAFP) est égale à 50 % de la retraite additionnelle que la personne décédée percevait ou aurait pu percevoir. La pension de réversion de la retraite additionnelle se cumule avec toutes les ressources de l’ayant droit, sans aucune limitation.
Vous devez remplir au moins l'une des 4 conditions suivantes :
- un ou plusieurs enfants sont issus de ce mariage (y compris les enfants nés avant le mariage  reconnus par le père au nom duquel les droits à pension ont été acquis),
- votre mariage a duré au moins 4 ans (pour les couples de même sexe mariés au plus tard le 31 décembre 2014, la durée du Pacs précédant le mariage est prise en compte dans le calcul des 4 ans),
- votre mariage a été célébré 2 ans au moins avant la mise à la retraite du/de la fonctionnaire décédé(e),
- le/la fonctionnaire décédé(e) bénéficiait d'une pension d'invalidité et le mariage a eu lieu avant l'événement qui a entraîné sa mise à la retraite.

### Polémiques

#### Condition d'âge
Une réforme faisant suite aux lois Fillon de 2003, des améliorations ont été apportées à ce dispositif en compensation de l'allongement de la durée de cotisation. À partir du 1er juillet 2005, l'âge d'ouverture des droits pour le conjoint survivant est passé de 55 à 52 ans, puis à partir du 1er juillet 2007, cet âge est passé à 51 ans.

Contrairement à ce qui était initialement prévu au 1er juillet 2009, cet âge est à nouveau passé à 55 ans et non 50 ans comme prévu initialement.

#### Pacte Civil de Solidarité
La réversion retraite est à ce jour possible uniquement aux couples liés par un contrat de mariage. Avant la promulgation de la loi sur le « mariage pour tous » le 17 mai 2013, les associations LGBT revendiquaient une égalité des droits entre couples mariés et couples liés par un pacte civil de solidarité,. Pour ces associations, la restriction aux couples mariés discriminait les couples homosexuels puisque l'accès au mariage leur était interdit. Dans un arrêt rendu le 1er avril 2008, la Cour de justice des Communautés européennes (CJCE) a jugé discriminatoire le refus d’accorder une pension de veuf-veuve au compagnon survivant lié par un partenariat civil dans les mêmes conditions que celles prévues pour les couples mariés. La Cour considère que la Directive 2000/78/CE relative à l’égalité de traitement en matière d’emploi et de travail prohibait un tel refus car constituant une « discrimination directe fondée sur l’orientation sexuelle ». Pour la Cour, « la directive exclut de son champ d’application les régimes de sécurité sociale et de protection sociale dont les avantages ne sont pas assimilés à une rémunération ». Pour autant, la Cour considère que, dans ce cas précis, « la pension de survie découle de la relation de travail du partenaire décédé et doit, en conséquence, être qualifiée de rémunération. » En conséquence, la distinction faite entre les couples mariés et les couples de même sexe unis par un partenariat civil constitue bien une discrimination en matière de rémunération, au sens de la directive ».
En résumé, cette décision ne s'applique pas aux régimes de base des retraites, mais, pour le PaCS français, il peut être étendu à certains régimes complémentaires et aux prestations sociales proposées dans les entreprises ou les conventions collectives.
Estimant que ces dispositions méconnaissaient le principe d'égalité,  le Conseil constitutionnel a été saisi par une requérante, Mme Laurence L. par une question prioritaire de constitutionnalité (QPC). L'article L.39 du code des pensions civiles et militaires de retraite prévoit en effet que « seules les années de mariage sont prises en compte pour attribuer le bénéfice de la pension de réversion. »
Le 29 juillet 2011, le Conseil confirme la légalité du texte et juge l'article L.39 du code des pensions civiles et militaires de retraite conforme à la Constitution. Dans son communiqué, le Conseil constitutionnel précise « Ainsi les personnes ayant vécu au sein d'un couple non marié (concubinage ou PaCS) en sont exclues ». De plus, il précise que « le législateur a défini trois régimes de vie de couple qui soumettent les personnes à des droits et obligations différents (concubinage, PaCS, mariage). » avant d'en conclure « que compte tenu des différences entre ces trois régimes, la différence de traitement quant au bénéfice de la pension de réversion entre les couples mariés et ceux qui vivent en concubinage ou sont unis par un pacte civil de solidarité ne méconnaît pas le principe d'égalité. »
En 2016, la pension de réversion est finalement accordée aux couples homosexuels mariés entre mai 2013 et décembre 2014 après avoir été pacsés.

### Volumétrie
En 2023, 222 925 attributions de pension de réversion ont été réalisées sur un total de 919 377 attributions. Cette attribution de 222 925 se répartit pour les femmes en 194 026 attributions et 28 899 attributions pour les hommes.

## Dispositifs similaires à l’international
Le système de pension de réversion existe également dans d’autres pays, bien que les modalités diffèrent.

### En Allemagne
Le système prévoit une "pension de survivant" (Witwen-/Witwerrente) pour les conjoints ou partenaires enregistrés avec une condition de durée minimale de mariage (généralement 1 an) et âge ou situation de handicap du conjoint survivant. Le montant de la pension de réversion est de 25 % ou 55 % de la pension du défunt selon les cas (pension petite ou grande).

### Au Royaume-Uni
Avant 2016, le conjoint survivant pouvait bénéficier d'une part de la pension publique de base (Basic State Pension). Depuis la réforme de 2016, les droits sont limités pour les nouveaux retraités, mais il existe des mécanismes de soutien en cas de décès, notamment des paiements forfaitaires.

### En Italie
Pension de réversion (Pensione di reversibilità) pour les conjoints et enfants dépendants. Le montant est de 60 % de la pension du défunt pour le conjoint seul, augmenté pour les enfants à charge.

### En Espagne
Pension de veuvage pour les conjoints ou partenaires de fait enregistrés. Le montant est de 52 % de la pension du défunt, ou 70 % dans certains cas (familles à faibles revenus).